# Sergentomyia hitchensi
Sergentomyia hitchensi är en tvåvingeart som först beskrevs av Manalang 1930.  Sergentomyia hitchensi ingår i släktet Sergentomyia och familjen fjärilsmyggor. Inga underarter finns listade i Catalogue of Life.